# Guido Boldi
Guido Boldi (Tarcento, 16 giugno 1919 – ...) è stato un calciatore italiano, di ruolo attaccante.

## Carriera
Giocò un campionato di Serie A con la Fiorentina, poi tre campionati di B con Siena, Savona e Udinese ed infine prese parte al campionato misto A/B del 1945-1946 con la maglia del Siena.

## Palmarès
- Coppa Italia: 1

Fiorentina: 1939-1940